# Pannal
Pannal is een plaats en civil parish in het bestuurlijke gebied Harrogate, in het Engelse graafschap North Yorkshire met 1.314 inwoners.